# Porcellio anagae
Porcellio anagae là một loài chân đều trong họ Porcellionidae. Loài này được Hoese miêu tả khoa học năm 1985.